# Furkan Korkmaz

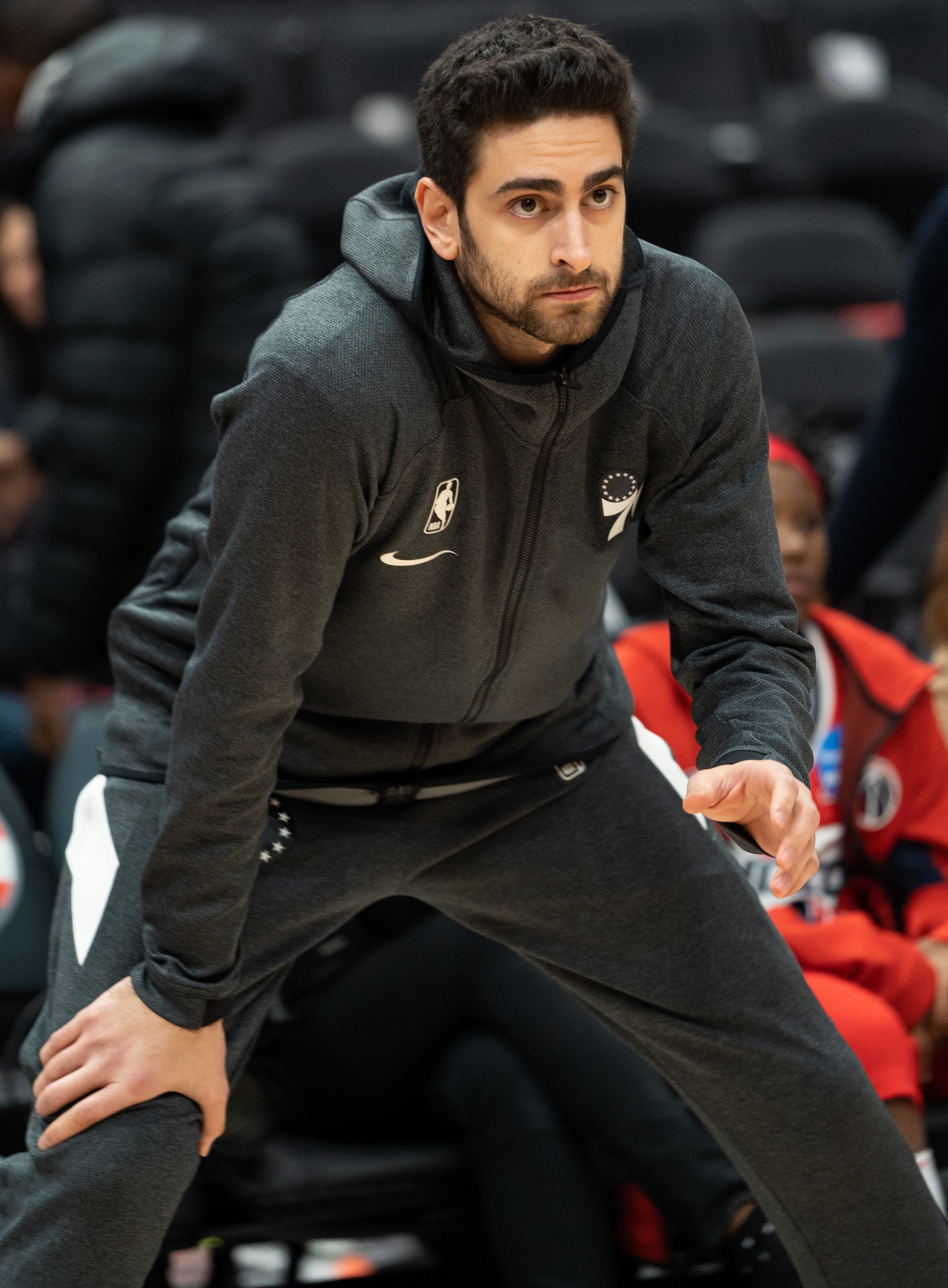
Furkan Korkmaz, 2019.

Furkan Korkmaz, född 24 juli 1997 i Istanbul, är en turkisk professionell basketspelare (SG/SF) som spelar för Philadelphia 76ers i National Basketball Association (NBA). Han har tidigare spelat bland annat för Anadolu Efes.
Korkmaz draftades av Philadelphia 76ers i första rundan i 2016 års draft som 26:e spelare totalt.